# Majdal Shams
Majdal Shams (en arabe : مجدل شمس ; en hébreu : מג'דל שמס) est un village situé au sud au sud du mont Hermon, dans le plateau du Golan, territoire syrien occupé et annexé par Israël. Avec ses 11 000 habitants, en majorité des Arabes druzes (courant inspiré de l'islam), elle est la ville la plus peuplée du plateau, devant la colonie juive de Qatzrin, capitale du sous-district.

## Histoire
La région, à majorité druze, est intégrée à la Syrie durant le mandat accordé à la France par la Société des nations à la fin de la Première guerre mondiale. Désignée de manière informelle comme la capitale du Golan, la ville est connue pour avoir résisté aux appels du pied d’Israël pour naturaliser ses habitants après l'invasion israélienne du territoire à la fin de la Guerre des Six Jours, avant d’en déclarer l’annexion en 1981.

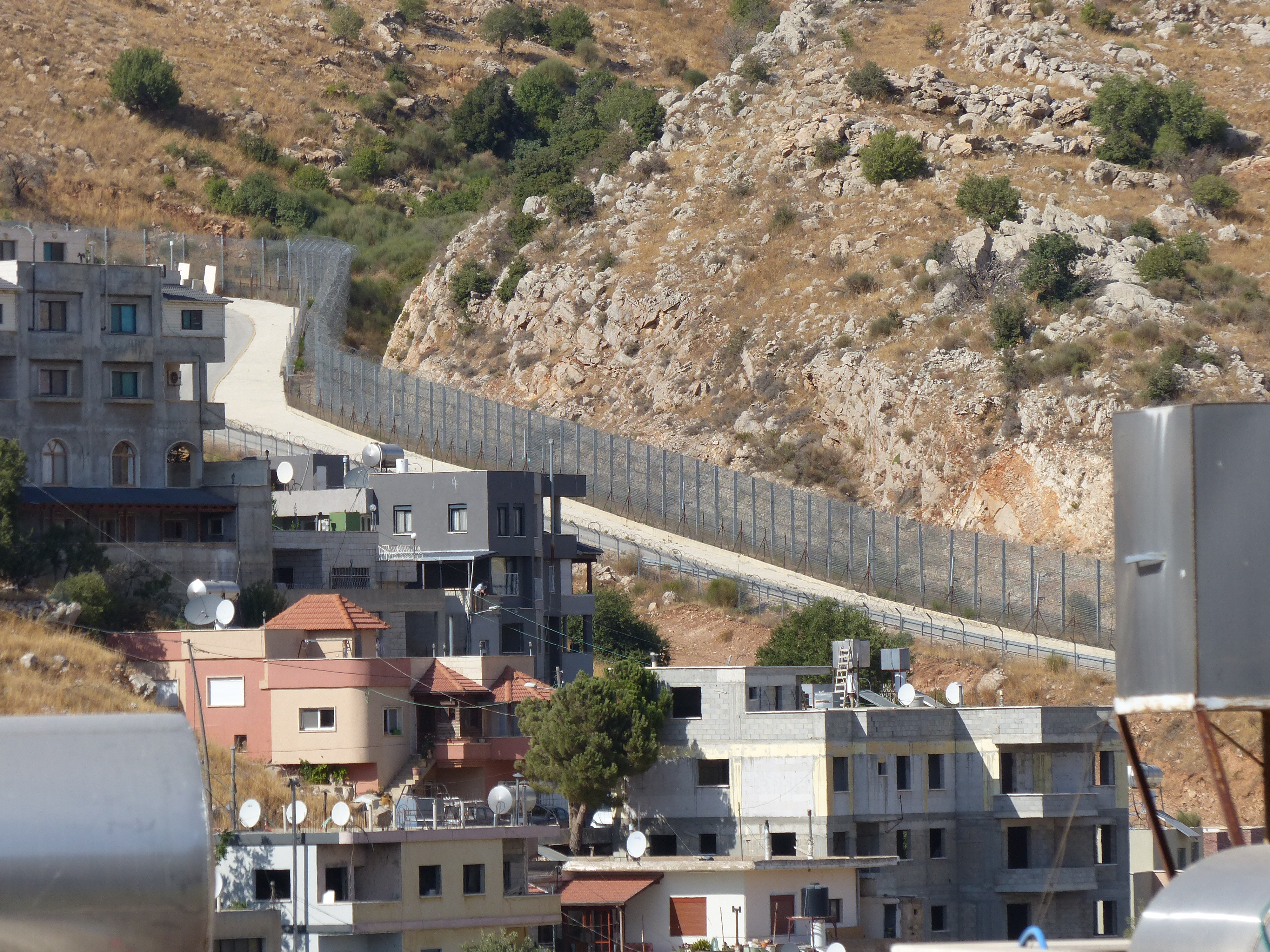
La ville druze de Majdal Shams et la barrière la séparant de la Syrie en 2017.

Israël a très tôt proposé la nationalité aux habitants du Golan occupé dans le but de légitimer son annexion du territoire, illégale au regard du droit international. Emportés dans une guerre dont ils ne veulent pas, les Druzes du Golan se divisent entre une petite minorité qui accepte la nationalité israélienne, et une grande majorité qui la refusent,. Au compte-goutte (environ 200 par an depuis les années 2020), certains acceptent la situation de fait en demandant la nationalité israélienne, notamment pour pouvoir étudier et pour voyager plus facilement (avant la guerre civile syrienne, les jeunes pouvaient aller étudier à Damas, ou aller s'y marier, sans possibilité de retour, désormais il n'y a plus aucun accès à la Syrie depuis le Golan annexé).
Parallèlement, après la guerre du Kippour de 1973, un nombre croissant de colons israéliens s'y installent, allant jusqu'à dépasser cinquante ans plus tard (juin 2023) la population druze.
Le 27 juillet 2024, une roquette a été tirée par le Hezbollah sur Majdal Shams provoquant la mort de douze enfants druzes. Une enquête de Tsahal est aussi en cours pour en détailler les aspects. La roquette, de fabrication iranienne, contenait 50 kg d'explosifs. La frappe est vraisemblablement due à un tir raté du Hezbollah ou à une erreur du dispositif d’interposition israélien.

## Toponymie
Le nom Majdal Shams est d'origine araméenne, signifiant « tour du soleil », peut-être en référence à l'altitude de la ville. Une autre hypothèse suggère que la ville s'appelait à l'origine Majdal al-Sham (Majdal de Damas) pour la distinguer des villes d'Al-Majdal sur la côte méditerranéenne et d'Al-Majdal sur la mer de Galilée.

## Culture
Le village est le cadre du film La Fiancée syrienne, d'Eran Riklis, sorti en 2004.

## Statut politique
La ville de Majdal Shams appartient à la région du Golan, territoire syrien occupé par Israël durant la guerre des Six jours puis annexée via la « loi du plateau du Golan » adoptée par la Knesset en 1981, non reconnue par la communauté internationale.
Les habitants conservant la nationalité syrienne après l'occupation du plateau du Golan conquis par Israël lors de 1967 ont des cartes de résident permanent, ils ne servent pas dans l'armée israélienne et ne peuvent pas voyager vers la Syrie, ce qui les met de facto dans une situation proche de l'apatridie.